# جنگل‌های خشک حاره‌ای هاوایی
جنگل‌های خشک حاره‌ای هاوایی (انگلیسی: Hawaiian tropical dry forests) بوم‌ناحیه‌ای از نوع جنگل‌های پهن‌برگ خشک حاره‌ای و جنب‌حاره‌ای در جزایر هاوایی است. این جنگل‌ها پهنه‌ای به مساحت ۶٬۶۰۰ کیلومتر مربع (۲٬۵۰۰ مایل مربع) در جبهه پشت به باد جزیره اصلی و قله‌های نیهاو و کاهولاوی را در بر می‌گیرند. این جنگل‌ها یا فصلی هستند یا سخت‌برگ. بارندگی سالانه کمتر از ۱۲۷ سانتیمتر (۵۰ اینچ) است و ممکن است کمتر از۲۵ سانتیمتر (۹٫۸ اینچ) نیز باشد. فصل بارانی در این بوم‌ناحیه از نوامبر تا مارس ادامه دارد.